# Perfect Lives
Perfect Lives (título original en inglés; en español, Vidas perfectas) es una ópera para la televisión con música y libreto de Robert Ashley. Fue un encargo de The Kitchen de Nueva York, con la coproducción del canal inglés Channel Four Television, que la estrenó en antena en el Reino Unido en abril de 1984. El vídeo se realizó por John Sanborn.
Perfect Lives narra una complicada historia ambientada en el Medio Oeste americano, hecha de estancias de moteles, pianobares, un misterioso robo filosófico en una banca, etc. la definición de John Cage es ejemplar:

La ópera para vídeo de Robert Ashley sobre robo de banco, cocktail lounges, amor geriátrico, rapto adolescente, y otros, en el Medio Oeste americano. Una de las composiciones texto-sonido definitivo de finales del siglo XX. Se la ha llamado ópera cómica sobre la reencarnación. "¿Quién necesita la Biblia? Queremos VIDAS PERFECTAS."
John Cage

En las estadísticas de Operabase aparece con sólo una representación en el período 2005-2010, siendo junto a Celestial Excursions, las únicas óperas de Ashley puestas en escena.